# Alets IK
Alets IK är en fotbollsklubb i Halmstad, bildad 1923. Klubben hette från början Västra Boll- och Idrottsföreningen, men bytte snart namn till Alets Idrottsklubb. Lagets hemmamatcher spelas på Alevallen på Väster. 2021 spelar laget i division 4 Halland. 
Som bäst har Alets IK spelat i dåvarande division 2 (motsvarigheten till nuvarande Superettan), senast 1947. Med 52 ihopspelade poäng under 3 säsonger låg man 2018 på 179:e plats i maratontabellen för den näst högsta serien.
Fotbollstränaren Jan Andersson spelade under större delen av sin aktiva karriär för Alets IK och är klubbens bästa målskytt genom tiderna. Han inledde också sin tränarkarriär i klubben. År 2016 blev Jan Andersson också tränare för Sveriges landslag i fotboll. Anderssons far Olle Andersson var under 20 års tid ordförande i föreningen. En annan känd spelare och sedermera tränare är Claes-Göran "Lillis" Karlsson, som tog SM-guld med Halmstads BK 1976 och 1979. Ingvar Flink, svensk mästare 1976, har också Alets IK som sin moderförening.